# Semaine 35
D'après la norme ISO 8601, une semaine débute un lundi et s'achève un dimanche, et une semaine dépend d'une année lorsqu'elle place une majorité de ses sept jours dans l'année en question, soit au moins quatre. Dès lors, la semaine 35 est la semaine du trente-cinquième jeudi de l'année. Elle suit la semaine 34 et précède la semaine 36 de la même année.
La semaine 35 est pratiquement toujours la semaine du 30 août, sauf exceptionnellement, dans le cas d'une année bissextile commençant un jeudi.
Elle commence au plus tôt le 23 août et au plus tard le 30 août.
Elle se termine au plus tôt le 29 août et au plus tard le 5 septembre.

## Notations normalisées
La semaine 35 dans son ensemble est notée sous la forme W35 pour abréger.
| Jour de la semaine 35 | Notation |
| --------------------- | -------- |
| Lundi                 | W35-1    |
| Mardi                 | W35-2    |
| Mercredi              | W35-3    |
| Jeudi                 | W35-4    |
| Vendredi              | W35-5    |
| Samedi                | W35-6    |
| Dimanche              | W35-7    |

## Cas de figure
| Cas | Le 31 décembre est… | L'année est une année… | Le trente-cinquième jeudi de l'année tombe… | La semaine 35 débute… | La semaine 35 s'achève…   | Premier cas après 2021 |
| --- | ------------------- | ---------------------- | ------------------------------------------- | --------------------- | ------------------------- | ---------------------- |
| 0   | Un vendredi         | bissextile DC          | Le 26 août                                  | Le lundi 23 août      | Le dimanche 29 août       | 2032                   |
| 1   | Un jeudi            | D ou ED                | Le 27 août                                  | Le lundi 24 août      | Le dimanche 30 août       | 2026                   |
| 2   | Un mercredi         | E ou FE                | Le 28 août                                  | Le lundi 25 août      | Le dimanche 31 août       | 2025                   |
| 3   | Un mardi            | F ou GF                | Le 29 août                                  | Le lundi 26 août      | Le dimanche 1er septembre | 2024                   |
| 4   | Un lundi            | G ou AG                | Le 30 août                                  | Le lundi 27 août      | Le dimanche 2 septembre   | 2029                   |
| 5   | Un dimanche         | A ou BA                | Le 31 août                                  | Le lundi 28 août      | Le dimanche 3 septembre   | 2023                   |
| 6   | Un samedi           | B ou CB                | Le 1er septembre                            | Le lundi 29 août      | Le dimanche 4 septembre   | 2022                   |
| 7   | Un vendredi         | C                      | Le 2 septembre                              | Le lundi 30 août      | Le dimanche 5 septembre   | 2027                   |

1. 1 2 3  Dans ce cas, l'année compte une semaine 53.